# Anna Boleda i Colet
Anna Boleda Colet (Barcelona, 20 de maig de 1981) és una exjugadora de bàsquet catalana.
Aler, es formà al Club Joventut les Corts. Debutà a la Primera Divisió la temporada 1998-99 amb el Club Esportiu Universitari. Tingué una extensa carrera esportiva de dinou anys, competint en diversos equips de l'elit estatal, especialment de la Lliga femenina 2. Entre d'altres, jugà al Bàsquet Femení Hospitalet (2000-01), Club Bàsquet Puig d'en Valls (2001-03), Cadí la Seu (2003-04), Club Baloncesto San José (2004-05), Club Bàsquet Femení Viladecans (2005-06), Club Bàsquet Olesa (2006-07), Agrupación Deportiva Baloncesto Avilés.(2009-11 i 2012-15), on arribà a ser la capitana de l'equip i, posteriorment, el dorsal 14 de la seva samarreta fou retirat. La temporada 2017-18 s'incorporà al Barça CBS on jugà durant dues temporades. Amb el club sanfeliuenc guanyà una Lliga catalana 2 (2018-19). El gener de 2019 es convertí en la màxima anotadora absoluta de la Lliga femenina 2, després superar el rècord històric de 4.373 punts de la jugadora mexicana Erika Gómez.